# عذاب (فیلم ۱۹۴۴)
عذاب (سوئدی: Hets) فیلمی در ژانر درام به کارگردانی آلف خوباریا است که در سال ۱۹۴۴ منتشر شد. از بازیگران آن می‌توان به مای زترلینگ و گونار بیورنستراند اشاره نمود. همچنین اینگمار برگمان نخستین فیلمنامه خود را برای این فیلم نوشت.